# Matsubara Tadaaki
Tadaaki Matsubara (sinh ngày 2 tháng 7 năm 1977) là một cầu thủ bóng đá người Nhật Bản.

## Sự nghiệp câu lạc bộ
Tadaaki Matsubara đã từng chơi cho Shimizu S-Pulse, Jatco và Tokyo Verdy.